# MissingNo.
MissingNo. (けつばん, Ketsuban), abreviatura de Missing Number, és una espècie de Pokémon no oficial que apareix en els videojocs Pokémon Red, Pokémon Blue i Pokémon Yellow. La programació d'alguns esdeveniments d'aquests videojocs de rol produeix errors transitoris que permeten l'aparició d'un MissingNo., que és al cap i a la fi una distorsió gràfica del videojoc.
Els encontres amb MissingNo. alteren la mecànica de joc i afegeixen 128 unitats a la quantitat de l'objecte que el jugador porti en sisena posició del seu inventari. Aquest efecte positiu generà molta cobertura en guies d'estratègia i revistes de videojocs malgrat els avisos del publicador dels jocs, Nintendo, que l'error podia corrompre les dades de joc. IGN observà que la presència de MissingNo. a Pokémon Red i Pokémon Blue era un dels errors de videojocs més famosos i feu menció del seu paper en la popularització de la sèrie. Els fans s'han inventat històries per explicar els orígens de MissingNo. i incorporar-lo al cànon dels jocs com si fos un Pokémon real, mentre que els sociòlegs han estudiat el seu impacte sobre els jugadors i la cultura dels videojocs en general.

## Història
La sèrie Pokémon, desenvolupada per Game Freak i publicada per Nintendo, sortí al mercat el 1996 al Japó amb el llançament dels videojocs Pokémon Red i Pokémon Green per a la Game Boy. En aquests jocs, el jugador assumeix el rol d'un entrenador de Pokémon que té com a objectiu capturar i entrenar criatures que es coneixen com a Pokémon. Les habilitats especials dels Pokémon serveixen per combatre altres Pokémon i, en alguns casos, per desplaçar-se pel mapa del joc, com ara viatjant d'una zona a una altra en un instant.
Malgrat que MissingNo. no és una de les espècies de Pokémon oficials que apareixen al joc, els jugadors que tinguin una còpia europea o nord-americana del joc poden forçar-ne l'aparició mitjançant un error transitori. Nintendo of America documentà per primera vegada els esdeveniments que fan que aparegui MissingNo. en còpies nord-americanes de Pokémon Red i Pokémon Blue al número de maig del 1999 de Nintendo Power. En aquesta publicació, l'empresa avisava els jugadors que «tota mena de contacte (encara que no el captureu) podria fàcilment esborrar-vos la partida o distorsionar-vos els gràfics». Els desenvolupadors dels jocs s'abstingueren d'eliminar diversos errors de les reedicions de Pokémon Red i Pokémon Blue per a la Virtual Console de la Nintendo 3DS, llançades el 2016, de manera que MissingNo. encara es pot trobar en aquestes versions.

## Característiques
El jugador pot forçar una trobada amb MissingNo. a Pokémon Red i Pokémon Blue completant els següents passos.
- escoltar un home vell que ensenya el jugador a capturar Pokémon a Viridian City (una zona del joc)
- fer servir un Pokémon que conegui l'atac Fly (‘Vol’) per desplaçar-se a Cinnabar Island (una altra zona del joc) en un instant
- utilitzar un Pokémon que conegui l'atac Surf (‘Surf’) per navegar amunt i avall per la costa oriental de l'illa fins que aparegui un MissingNo.[6]

Aquests esdeveniments manipulen el sistema de trobades aleatòries del joc per generar un Pokémon amb un identificador invàlid. Cada zona del joc assigna valors a una memòria intermèdia per representar els Pokémon que s'hi poden trobar. Tanmateix, algunes zones, incloent-hi Cinnabar Island, no sobreescriuen les dades d'aquesta memòria intermèdia. Quan el jugador escolta el tutorial sobre com capturar Pokémon a Viridian City, el nom del seu personatge es copia a la mateixa memòria intermèdia. Així doncs, si el jugador es desplaça a Cinnabar Island immediatament després d'escoltar el tutorial, el joc interpreta el seu nom com una llista de Pokémon que s'hi poden trobar. Com que no està previst que el nom del jugador s'interpreti d'aquesta manera, el joc pot acabar generant una trobada amb un Pokémon que té un identificador invàlid, com ara MissingNo. Els fans anomenaren aquest mètode l'«error de l'home vell». Entre les altres opcions per provocar l'aparició de MissingNo. hi ha un error que habitualment es fa servir per capturar el Pokémon llegendari Mew i un altre de relacionat amb l'intercanvi de Pokémon amb jocs de la segona generació.
Igual que amb qualsevol altre Pokémon salvatge, el jugador pot fugir de MissingNo., combatre-hi o capturar-lo. Les trobades amb MissingNo. afegeixen 128 unitats a la quantitat de l'objecte que el jugador porti en sisena posició del seu inventari, però la galeria de Pokémon del Saló de la Fama queda permanentment distorsionada. Així mateix, es poden produir distorsions gràfiques temporals, a les quals es pot posar remei visionant la pàgina d'atributs d'un Pokémon normal o reiniciant la consola.
Una vegada capturat, MissingNo. es comporta com un Pokémon totalment funcional i apareix a la Pokédex amb el número 000. Els jocs el presenten com a Pokémon de tipus ocell i volador malgrat que el tipus ocell fou eliminat abans del llançament dels jocs. La seva forma habitual és una pila de blocs que es pot descriure com «una ela girada horitzontalment», però també pot utilitzar algun dels tres sprites de fòssils o fantasmes que no es fan servir per a cap altre Pokémon.

## Reacció i acollida
Nintendo descrigué MissingNo. com una «curiositat de programació» i advertí els jugadors dels riscos que comportava trobar-se amb MissingNo., com ara haver de començar el joc de bell nou per arreglar les distorsions gràfiques. L'avís de Nintendo no evità que diverses revistes i guies per a jugadors publiquessin informació sobre com trobar MissingNo. per beneficiar-se del seu efecte positiu sobre l'inventari. Alguns jugadors provaren de vendre instruccions per capturar MissingNo. per un preu de fins a 200 dòlars. Tot i que no havia estat inclòs als jocs deliberadament, el 2009 IGN inclogué MissingNo. a la seva llista dels millors ous de pasqua en videojocs, destacant la seva utilitat per multiplicar els objectes més rars dels jocs. En un article relacionat, IGN comentà que «[r]ealment diu alguna cosa sobre els fans de Pokémon que agafessin un error capaç d'arruïnar-los el joc i el fessin servir com a drecera per pujar de nivell els seus Pokémon» i més tard s'hi referí com un error «inoblidable» que havia ajudat a convertir els jocs originals en «superestrelles dels videojocs». El llibre 100 Greatest Video Game Characters esmenta MissingNo. com un exemple de personatge creat pels jugadors i un estil de joc subversiu, afegint que «com a artefacte cultural, MissingNo[.] celebra la creativitat dels estils de joc irregulars i subversius».
Diversos estudis han analitzat les reaccions dels jugadors a MissingNo. Segons el sociòleg William Bainbridge, que destacà la creativitat dels jugadors a l'hora d'aprofitar-lo, Game Freak havia creat «un dels errors més populars de la història dels videojocs», fet que la seva filla Wilma Bainbridge, igualment sociòloga, atribuïa al gran interès per la cerca d'errors de programació i els speedruns en el món dels videojocs. Lincoln Geraghty, professor de la Universitat de Portsmouth, estudià les teories dels fans sobre l'error i les descrigué com a «fanon consolidat». En un article publicat a Ars Technica, explicà que «les ganes dels fans d'incorporar MissingNo[.] al món de Pokémon sorgeixen en part de l'esperança que l'error podria haver estat deliberat», així com per compensar la falta d'història de fons de l'error en el cànon de Pokémon. A Pikachu's Global Adventure: The Rise and Fall of Pokémon, el professor d'educació Julian Sefton-Green observà que l'ús de MissingNo. per fer trampes canvià dràsticament la perspectiva del seu fill envers el joc, car la presència d'errors com aquest destruïa la il·lusió del joc com un món a part i li recordava que «al cap i a la fi, és un programa d'ordinador». El llibre Playing with Videogames conté un estudi detallat de MissingNo. que descriu la curiositat dels jugadors que es troben aquest Pokémon, així com la seva propensió a intercanviar impressions sobre el seu aspecte i revisar-se mútuament els descobriments sobre MissingNo. Segons el llibre, amb els seus intents d'integrar MissingNo. en la narrativa de la sèrie mitjançant el fan art i fanficció, les comunitats Pokémon celebraren les imperfeccions del joc i provaren de deixar la seva petjada en el cànon. Per a l'autor, aquestes circumstàncies només es donaven amb MissingNo., que considerava un cas inusual.